# 이시마촌
이시마촌(伊島村)은 오카야마현 미쓰군에 있던 촌이다. 1900년 3월 31일까지 미노군에 속했다.

## 역사
- 1889년 6월 1일 - 정촌제 시행에 의해 미노군 이시마촌이 성립하였다.
- 1900년 4월 1일 - 쓰다카군과 미노군이 합병해 미쓰군이 되었다.
- 1907년 - 일본제국 육군 제17사단을 쓰시마·가미이후쿠에 설치되었다.
- 1921년 3월 1일 - 오카야마시에 편입, 동일 이시마촌은 폐지되었다.

## 참고문헌
- 『岡山市史 政治編』岡山市役所、1964年。